# Phénomène transgenre
Phénomène transgenre (The Cissy en VO) est le troisième épisode de la dix-huitième saison de la série télévisée d'animation américaine South Park et le 250e épisode de la série globale. Il est diffusé pour la première fois sur Comedy Central le 8 octobre 2014.

## Résumé
À l'école de South Park, Eric Cartman perd patience lorsqu'il doit une nouvelle fois attendre son tour aux toilettes des garçons. Il met donc en place un stratagème qu'il imagine depuis un certain temps. Il met un nœud papillon rose sur sa tête et déclare être transgenre (qu'il prononce "transgendre") afin de pouvoir utiliser les toilettes des filles, à l'agacement de ces dernières, d'autant que Cartman est loin d'être propre et discret aux cabinets. Pour savoir comment réagir, le corps enseignant demande l'avis de M. Garrison, qui avait changé de genre pendant quelques saisons. Même si cette histoire concerne un élève aussi agressif et perturbé que Cartman, il conseille de le laisser agir comme il l'entend. Refuser ne ferait qu'attirer des problèmes à l'école, et Cartman pourrait les attirer lui-même pour obtenir satisfaction. Ils ont les mains liées.
Souhaitant tout de même contenter les filles de l'école, le corps enseignant décide de séparer les élèves cisgenres et transgenres en installant des toilettes réservées à ces derniers dans la salle de la femme de ménage. Eric Cartman, qui veut désormais qu'on l'appelle Erica, accepte mais exige de choisir la décoration des toilettes. Il fait installer une cascade d'eau lumineuse, des guirlandes de Noël et une radio diffusant de la musique classique.
Alors qu'elle fait la lessive, Sharon Marsh découvre des bas résille dans les jeans de Randy et le questionne à ce sujet, mais il reste évasif. Au même moment, un dirigeant d'une maison de disque révèle à un employé que Lorde est en fait un homme de 45 ans vivant dans le Colorado dont les chansons sont reconditionnées pour être vendues sous l'identité de celle d'une fille de 17 ans originaire de la Nouvelle-Zélande. Le dirigeant souhaite que l'identité de Lorde soit gardée secrète et demande à son employé de s'en assurer.
Pendant ce temps, un journaliste du magazine Spin, Brandon Carlile, commence à poser des questions à propos des performances de Lorde lors de la fête des enfants la semaine passée, lors des évènements de l'épisode Ebola sans gluten. Gerald Broflovski dirige le journaliste vers un homme qui prétend travailler avec Lorde à l'US Geological Survey. Le journaliste se rend dans un bar à la rencontre de Peter Nelson, un collègue de Randy, qui explique que Lorde partage une double vie en tant que chanteuse et scientifique spécialisée en géomorphologie fluviale. 
À l'école, Wendy Testaburger pénètre dans les toilettes de Cartman alors qu'il est encore dedans, disant attendre son tour pour les utiliser. Convoquée par la Principale Victoria, Wendy justifie son intrusion en se disant elle aussi transgenre et qu'il faut l'appeler Wendyl, ce qui irrite Cartman. 
Randy décide de révéler à Stan qu'il est Lorde. Il explique qu'il a commencé à utiliser les toilettes des femmes au travail par commodité, en faisant semblant d'être une femme, mais qu'il a finalement trouvé le lieu propice à la création musicale. Pour prouver la véracité de ses dires, il montre à Stan comment il utilise Auto-Tune pour se faire passer pour une fille sur une chanson intitulée Feeling Good on a Wednesday. Entre Cartman, Wendy et son père, Stan commence à être confus sur sa propre identité de genre. Il essaiera lui aussi d'utiliser les toilettes de Cartman, énervant encore plus ce dernier.
À la commission géologique de South Park, le patron de Randy/Lorde propose des toilettes séparées pour apaiser les autres femmes au bureau, mais la nouvelle fait au contraire déprimer Randy/Lorde, car les toilettes des femmes sont essentielles à ses créations musicales. Peu de temps après la chaîne E! News rapporte que Lorde abandonne la musique et que Spin va révéler le secret de la chanteuse. 
À l'école, pour se venger de Wendy et Stan, Cartman se moque des troubles de l'identité de genre de Stan, et l'accuse d'être intolérant envers les personnes transgenres en le traitant de "lopette" ("cissy" en VO, dérivé de cisgenre). Sharon réconforte Randy pendant qu'il boit une bière sans gluten, et l'encourage à s'exprimer comme Lorde. Randy/Lorde compose alors une nouvelle chanson qui connait un grand succès. Les femmes géologues décident d'accepter la transidentité de Randy et de renoncer à installer des toilettes pour personnes transgenres dans leurs locaux. Le journaliste de Spin, lui, renonce à publier son article de révélation sur Lorde et le supprime. Enfin, l'école autorise les élèves à utiliser les toilettes dans lesquelles ils se sentent le plus à l'aise, déjouant ainsi les plans de Cartman qui enlève son nœud papillon avec rage.
Pour les élèves qui sont gênés par les personnes transgenres dans leurs toilettes, il est décidé de les séparer des élèves qui ne sont pas gênés en reconvertissant les toilettes de Cartman en "toilettes pour lopettes". Stan est forcé de les utiliser par Butters, qui a réintégré l'école depuis les évènements de l'épisode précédent et avalé sans discernement les propos de Cartman comme à son habitude. À l'intérieur des toilettes toujours superbement décorées, Stan commence à les apprécier et chante une chanson ressemblant à celle de Lorde.